# 志崎ひなた
志崎 ひなた（しざき ひなた、1997年1月21日 - ）は、日本のモデル、ライバー、キャバクラ嬢、元グラビアアイドルである。
奈良県出身。CrazyBank所属。O型。

## 来歴
- 奈良県に生まれ、その後岐阜県で小・中・高校時代を過ごす[3]。
- 知人にグラビアに誘われ、デビュー[4]。2014年10月20日発売のヤングマガジンにてデビュー。
- 2015年4月12日に行われた、1st DVDイベントでは新人グラドルとしては異例の完売となった[5]。
- 2016年5月6日放送のテレビ東京 「ヨソで言わんとい亭」に 我が家 の 杉山裕之とゲスト出し、ダイエット企画に参加した[6]。番組終了までレギュラーとして番組に出演、約7kgの減量に成功。グラビア界で一躍話題となった[7]。
- DVDの売り上げには定評があり、1st DVDからアイドルDVDランキング2位を獲得し、以後毎回3位以内を確実に獲得した。5th DVDで念願のアイドルDVDランキング1位を獲得した[7]。
- 写真集はアニメイトグループ2018年４月の女性タレント写真集売上ランキングにて第4位に食い込んだ。
- 5月に始めたライブ配信アプリPocochaでは翌月には最高ランク、Sランクのライバーとなった[1]。
- 2021年3月5日にグラビアアイドルを引退することを発表し、3月6日にキャバ嬢デビューすることを発表した[1]。現在は、小悪魔agehaのレギュラーモデルをしながらキャバクラで働いている[1]。

## 人物
- キャッチフレーズは「地球に優しいIHカップ、ひーにゃんこと志崎ひなたです」
- 趣味は料理、映画鑑賞、高校野球観戦[8]。高校野球の大ファンであることを公言しており、ヤングアニマルにて高校野球について語った[9]。
- 特技の舌の高速出し入れ[8]。イジリー岡田公認の弟子[10][11]。
- 170cm超えの身長、95cmを超えるバストとヒップ、くびれたウエストからリアル峰不二子としてネットで話題となった[12]。
- 週刊プレイボーイの長身グラドル番付2016にて、西の大関に選ばれた[13]。
- 頬骨の辺りにできる、別名 意地悪えくぼをチャームポイントとしている[14]。

## 出演

### テレビ
- 49（日本テレビ）
- 恋文日和（日本テレビ）
- つんつべバク音（東京MXテレビ）
- 東京オーディション(仮)（東京MXテレビ）
- シャキーン!（NHK Eテレ）
- 私の何がイケないの?（TBS）
- 中居正広の金曜日のスマたちへ（TBS）
- 踊る!さんま御殿!!（日本テレビ）
- この差って何ですか?（TBS）
- 初森ベマーズ（テレビ東京）
- アルジャーノンに花束を（TBS）
- ヨソで言わんとい亭〜ココだけの話が聞ける（秘）料亭〜（テレビ東京）
- お願い!ランキング（テレビ朝日）
- ゴッドタン（テレビ東京）
- ランク王国（TBS）

### 雑誌
- ヤングマガジン（講談社）
- エキサイティングマックス！（ぶんか社）
- エキサイティングマックス！Special（ぶんか社）
- ヤングジャンプ（集英社）
- 実話BUNKAタブー（コアマガジン）
- 週刊プレイボーイ（集英社）
- ヤングアニマル嵐（白泉社）
- ヤングアニマル（白泉社）
- 週刊大衆ヴィーナス（双葉社）
- Popteen（角川春樹事務所）
- ドカント（有限会社デジタルスタイル）
- ヤングチャンピオン（秋田書店）
- アサヒ芸能（徳間書店）
- アサヒ芸能特別号（徳間書店）
- フライデー（講談社）
- FLASH（光文社）
- 週刊大衆（双葉社）
- フォトテクニックデジタル（玄光社）
- 月刊キスカ（竹書房）
- BUBKA（白夜書房）
- 週刊ポスト（小学館）

### CM・広告
- ワタシプラス（資生堂）
- BOSS（サントリーフーズ）
- ソフトバンクモバイル
- ワンダーオラクル（PAON DP Inc.）
- 日本郵便

### イベント
- 第2回 AKIBA TOKYO COLLECTION
- アイドル横丁夏まつり!!〜2015〜
- 映画「ゾンビーバー」先行プレミアム試写会
- 鎌田紘子プレゼンツ シースルー写真展
- 女優幻想館 モノトーンパラダイス

### WEB・携帯サイト
- ケータイYJ ぷるるんサバイバル
- バクNEWクイーンコンテスト
- ゆめとも（excel channel）
- ぱじゃまる！？（excel channel）
- わいわい！えくせるず！
- ガールズエンターテイメントBWH
- Kimito（Yahoo!）
- ニコジョッキー（ニコニコ生放送）
- 閃乱カグラ真夜中パイランドスペシャル〜女だらけの水上運動会〜（ニコニコ生放送）
- インスタントジョンソンのかわいこちゃーんNEO!
- ヤンマガネット
- バストヴィーナス（ヤングチャンピオン）
- お願いランキング（abemaTV）
- 妄想マンデー（abemaTV）

## 作品

### DVD
- ひなたぼっこ（2015年3月27日、エスデジタル）
- 夢色片想い（2015年6月24日、イーネット・フロンティア）
- ひなたのかたち（2015年9月25日、スパイスビジュアル）
- ひなたび〜京都平安京編〜（2016年1月21日、ゴールド）
- 純真ベイビー（2016年6月23日、ギルド）
- トロピカーナ（2017年9月1日、グラビジョン）
- Sunny Days（2019年1月25日、エアーコントロール）

### Blu-ray
- トロピカーナ（2017年9月1日、グラビジョン）

### 写真集
- 鎌田紘子Presents 美少女たちのシースルー写真集（2016年7月12日、徳間書店、撮影：黒澤奨平）ISBN 978-4198642112・・・共演：愛迫みゆ、青山ひかる、鎌田紘子、かれん、北見えり、橘ありか、ふとん、星乃まみ、真奈
- フォトグラファーのためのセクシーポーズBOOK（2017年2月17日、玄光社、撮影：藤田一咲）ISBN 978-4768308233
- ひなたぼっこ（2018年4月30日、プリヴェコミュニケーションズ、撮影：野川イサム）ISBN 978-4434245237

### 電子書籍・配信動画
- 本当にデカップ「18歳はあぶない年頃」（ラビリンス）
- 本当にデカップ「18歳の決心」（ラビリンス）
- 女子校生 奇跡の美少女 志崎ひなた（アイロゴス）
- どっちのひなたがいいですか 志崎ひなた（アイロゴス）
- 女子校生 放課後のお・も・い・で 志崎ひなた（アイロゴス）
- 新任女教師の課外授業 志崎ひなた（アイロゴス）
- 制服美少女天国 志崎ひなた（アイロゴス）
- Aircon+（エアーコントロール）
- 志崎ひなた東京お出かけスナップ（image.tvデジタル写真集）
- 志崎ひなたbed time eyes（image.tvデジタル写真集）
- 志崎ひなたバスルーム・エンジェル（image.tv デジタル写真集）

### VR
- 白い部屋 〜あなたのそばで〜
- act1 apartment Days
- act2 apartment Days

### その他
- DAM グラカラ採点